# Réaux (ruisseau)
Pour les articles ayant des titres homophones, voir Réo et Réau.
Pour les articles homonymes, voir réal.
Les Réaux, ou ruisseau des Réaux ou ruisseau des Sanciots dans la partie aval, est un cours d'eau français qui coule dans le département de l'Allier. C'est un affluent en rive droite de l'Allier et donc un sous-affluent de la Loire.

## Géographie
Le ruisseau des Réaux présente une longueur de 12,9 kilomètres. Il prend sa source dans la commune de Gennetines, dans l'étang de Vignol à une altitude de 246 m, s'écoule vers l'ouest et se jette dans l'Allier, en limite des communes de Bagneux, Montilly et Villeneuve-sur-Allier, à une altitude de 197 m.

### Communes traversées
Le ruisseau des Réaux traverse 5 communes de l'Allier, soit de l'amont vers l'aval : Gennetines, Trévol, Bagneux, Montilly, Villeneuve-sur-Allier.

### Zone hydrographique et affluents
Les bassins hydrographiques sont découpés dans le référentiel national BD Carthage en éléments de plus en plus fins, emboîtés selon quatre niveaux : régions hydrographiques, secteurs, sous-secteurs et zones hydrographiques. Le bassin versant du ruisseau des Réaux s'insère dans la zone hydrographique « L'Allier du ruisseau de Marigny (Nc) au ruisseau du Riau (C)  », au sein du bassin DCE plus large « La Loire, les cours d'eau côtiers vendéens et bretons ». 

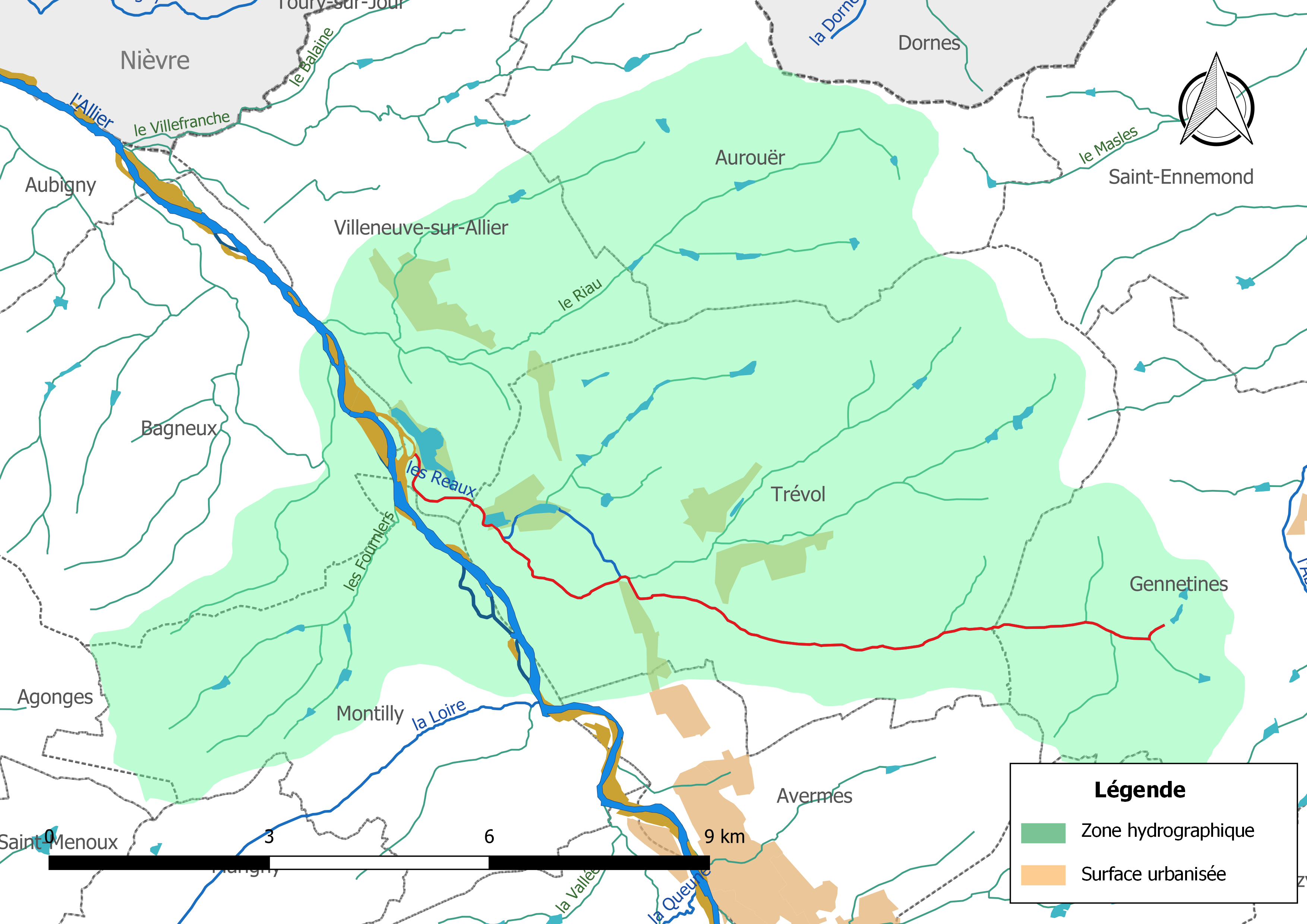
Les Réaux (en rouge) et la zone hydrographique dans laquelle il s'insère.

Le ruisseau des Réaux reçoit le tribut de divers petits affluents de moins de 10 km de longueur.

## Pêche et peuplements piscicoles
Sur le plan piscicole, le ruisseau des Réaux est classé en deuxième catégorie piscicole. L'espèce biologique dominante est constituée essentiellement de poissons blancs (cyprinidés) et de carnassiers (brochet, sandre et perche). 

## Qualité des eaux

### État des masses d'eau et objectifs
Issu de la Directive cadre européenne sur l’eau (DCE) du 23 octobre 2000, le découpage en masses d’eau permet d'utiliser un référentiel élémentaire unique employé par tous les pays membres de l'Union européenne. Une masse d'eau de surface est une partie distincte et significative des eaux de surface, telles qu'un lac, un réservoir, une rivière, un fleuve ou un canal, une partie de rivière, de fleuve ou de canal, une eau de transition ou une portion d’eaux côtières. Pour les cours d’eau, la délimitation des masses d’eau est basée principalement sur la taille du cours d’eau et la notion d’hydro-écorégion. Ces masses d’eau servent ainsi d’unité d’évaluation de l’état des eaux dans le cadre de la directive européenne. Le ruisseau des Réaux fait partie de la masse d'eau codifiée FRGR1920 et dénommée « les reaux et ses affluents, depuis la source jusqu'à la confluence avec l'Allier ».
Le schéma directeur d'aménagement et de gestion des eaux (Sdage) Loire-Bretagne est un document de planification dans le domaine de l’eau. Il définit, pour une période de six ans les grandes orientations pour une gestion équilibrée de la ressource en eau ainsi que les objectifs de qualité et de quantité des eaux à atteindre dans le bassin Loire-Bretagne. L'état des lieux 2013 défini dans la SDAGE 2016 – 2021 et les objectifs à atteindre pour cette masse d'eau sont les suivants,,, :

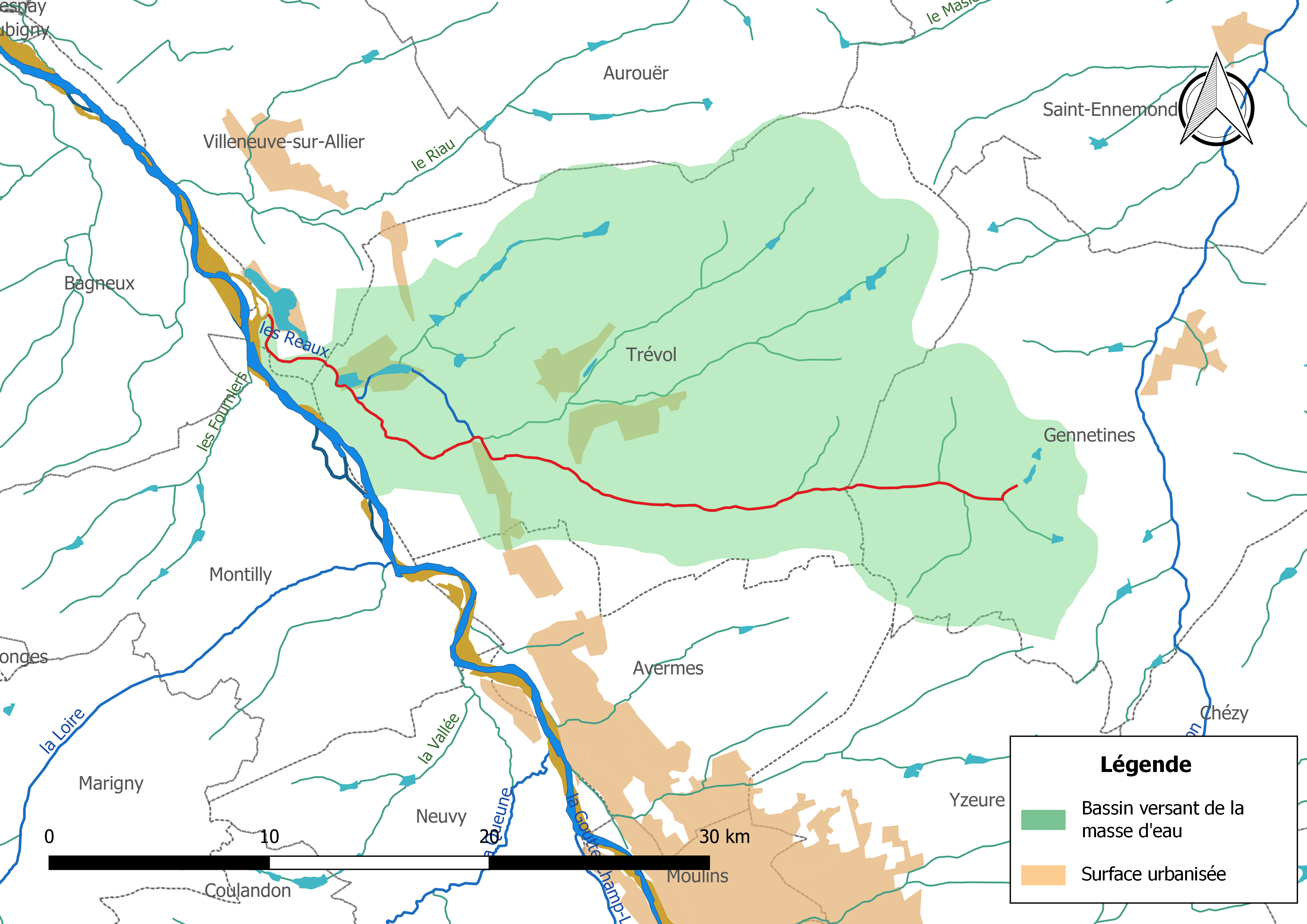
Masse d'eau « FRGR1920 », avec mise en exergue du cours d'eau « le ruisseau des Réaux » (en rouge).

| Code masse d'eau | Libellé masse d'eau                                                              | État écologique 2013 des cours d'eau | État écologique 2013 des cours d'eau | État écologique 2013 des cours d'eau | État écologique 2013 des cours d'eau | Objectifs                  | Objectifs                  | Objectifs                | Objectifs                | Objectifs              | Objectifs              |
| Code masse d'eau | Libellé masse d'eau                                                              | État écologique                      | État biologique                      | État physico-chimie générale         | État Polluants spécifiques           | Objectif d'état écologique | Objectif d'état écologique | Objectif d'état chimique | Objectif d'état chimique | Objectif d'état global | Objectif d'état global |
| ---------------- | -------------------------------------------------------------------------------- | ------------------------------------ | ------------------------------------ | ------------------------------------ | ------------------------------------ | -------------------------- | -------------------------- | ------------------------ | ------------------------ | ---------------------- | ---------------------- |
| FRGR1920         | les reaux et ses affluents, depuis la source jusqu'à la confluence avec l'Allier | Moyen                                | Moyen                                | Médiocre                             |                                      | Bon état                   | 2021                       | Bon état                 | ND                       | Bon état               | 2021                   |

## Gouvernance

### Échelon du bassin
En France, la gestion de l’eau, soumise à une législation nationale et à des directives européennes, se décline par bassin hydrographique, au nombre de sept en France métropolitaine, échelle cohérente écologiquement et adaptée à une gestion des ressources en eau. Le ruisseau des Réaux est sur le territoire du bassin Loire-Bretagne et l'organisme de gestion à l'échelle du bassin est l'agence de l'eau Loire-Bretagne.